# 59e régiment d'infanterie (France)
Pour les articles homonymes, voir 59e régiment.
Le 59e régiment d'infanterie (59e RI) est un régiment d'infanterie de l'Armée de terre française créé sous la Révolution à partir du régiment de Bourgogne, un régiment français d'Ancien Régime. Il combat pendant les guerres de la Révolution et de l'Empire, pendant la conquête de l'Algérie, pendant la Première Guerre mondiale et pendant la Seconde Guerre mondiale. Il est dissous depuis 1940.

## Création et différentes dénominations
- 1667 à 1791 : régiment de Bourgogne
- 1791 : devient 59e régiment d'infanterie
- 1794 : le 59e régiment d'infanterie est amalgamé dans les 117e et 118e demi-brigades, formation de la 59e demi-brigade (dite de première formation) à partir des unités suivantes :
  - 1er bataillon du 30e régiment d'infanterie (ci-devant Perche)
  - 4e bataillon de volontaires de Paris
  - 7e bataillon de volontaires de Rhône-et-Loire
- 1796 : la 59e demi-brigade de première formation est amalgamée dans la 102e demi-brigade de ligne
- 1798 : formation de la 59e demi-brigade de ligne
- 1803 : renommée 59e régiment d'infanterie de ligne
- 1814 : pendant la première Restauration, le 59e régiment d'infanterie de ligne prend le numéro 55 et le 63e régiment d'infanterie de ligne prend le numéro 59.
- 1815 : licencié, formation de la 83e légion de la Vienne
- 1820 : renommée 59e régiment d'infanterie de ligne
- 1871 : fusion du dépôt du 59e régiment d'infanterie de ligne et du 59e régiment d'infanterie de marche
- 1887 : renommé 59e régiment d'infanterie
- 1920 : dissous
- 1940 : recréé comme 59e régiment d'infanterie en juin, dissous en août
- 1959 : projet (abandonné) de formation d'un 59e bataillon d'infanterie[1]

## Chefs de corps
- 1800 : chef de brigade Jean Baptiste Pierre Magnier ;
- An XII - 9 octobre 1805 : colonel Gérard Lacuée
- 21 décembre 1805 - 21 mars 1809 : colonel Alexandre Dalton ;
- 7 avril 1809 - 27 septembre 1811 : colonel Pierre Coste

- 1884 : colonel Falieu
- 1913 : colonel Dardier (mort pour la France 1914)

## Historique des garnisons, combats et batailles du59eRI

### Guerres de la Révolution et de l'Empire

#### 59erégimentd'infanterie, ci-devant Bourgogne

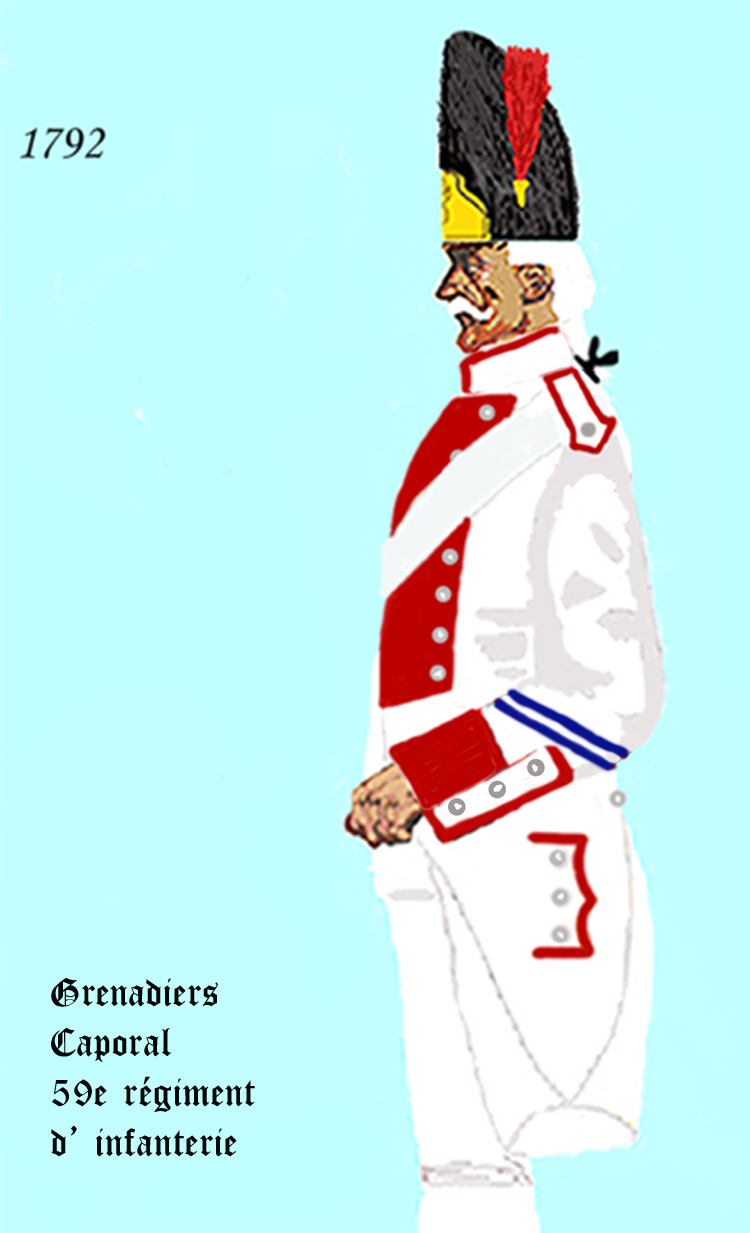
Uniforme du 59e régiment d’infanterie en 1792
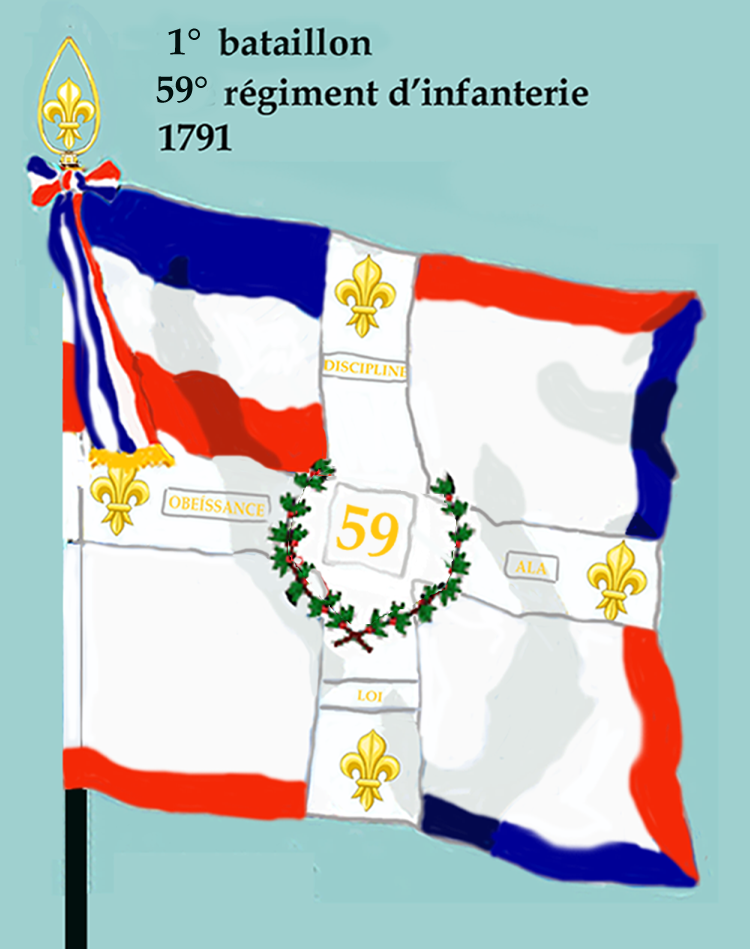
Drapeau du 1er bataillon du 59e régiment d'infanterie de ligne de 1791 à 1793
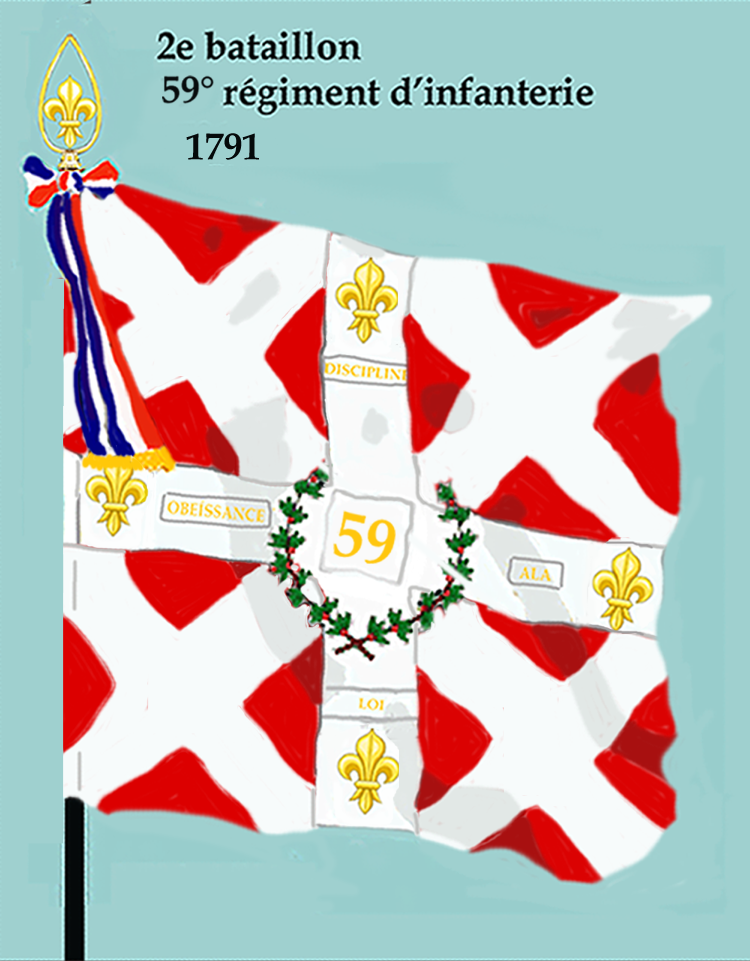
Drapeau du 2e bataillon du 59e régiment d'infanterie de ligne de 1791 à 1793

En juillet 1793, à l’Armée des Alpes, son premier bataillon est détaché au corps opérationnel, avec la légion des Allobroges, pour reconquérir le Vaucluse aux mains des insurgés fédéralisme, sous les ordres du général Jean-François Carteaux.
Les deux bataillons du 59e régiment d'infanterie sont amalgamés en 1794 dans les 117e et 118e demi-brigades.

#### De 1794 à 1796
Le 14 septembre 1794, la 59e demi-brigade de première formation était formée de :
- 1er bataillon du 30e régiment d'infanterie (ci-devant Perche)
- 4e bataillon de volontaires de Paris également appelé bataillon des Sections Armées
- 7e bataillon de volontaires de Rhône-et-Loire

La 59e demi-brigade, fait la campagne de l'an II à l'armée de la Moselle[réf. souhaitée] et celles de l'an III et de l'an IV à l'armée de Sambre-et-Meuse. Elle participe aux tentatives de franchiment de la Sambre en juin 1794, réussi le 26 à la bataille de Fleurus, à la bataille de Sprimont le 18 septembre, à la capitulation du duché de Juliers ainsi qu'à la prise de Cologne début octobre. Le 6 septembre 1795, elle est à la prise de Düsseldorf puis se replie sur Neuwied. Lors du second amalgame, elle est incorporée dans la 102e demi-brigade de deuxième formation.

#### 59edemi-brigadede ligne puis59erégimentd'infanterie de ligne
La 59e demi-brigade de deuxième formation est formée le 10 nivôse an VII (30 décembre 1798) de détachements de différents corps de l'Armée de l'Ouest. La 59e demi-brigade fait les campagnes de l'an VIII et de l'an IX à l'armée d'Italie.
Le 1er vendémiaire an XII (24 septembre 1803), lors de la réorganisation des corps d'infanterie, la 59e demi-brigade de deuxième formation constitue le 59e régiment d'infanterie de ligne.
- 1805 : Campagne d'Autriche
  - Bataille d'Elchingen
- 1806 : Campagne de Prusse et de Pologne
  - 14 octobre : Bataille d'Iéna
- 1807 :
  - 8 février : Bataille d'Eylau

- 1813 : Campagne d'Allemagne
  - 16-19 octobre : Bataille de Leipzig
- 1814 : Guerre d'indépendance espagnole
  - 27 février 1814 : bataille d'Orthez

### Restauration

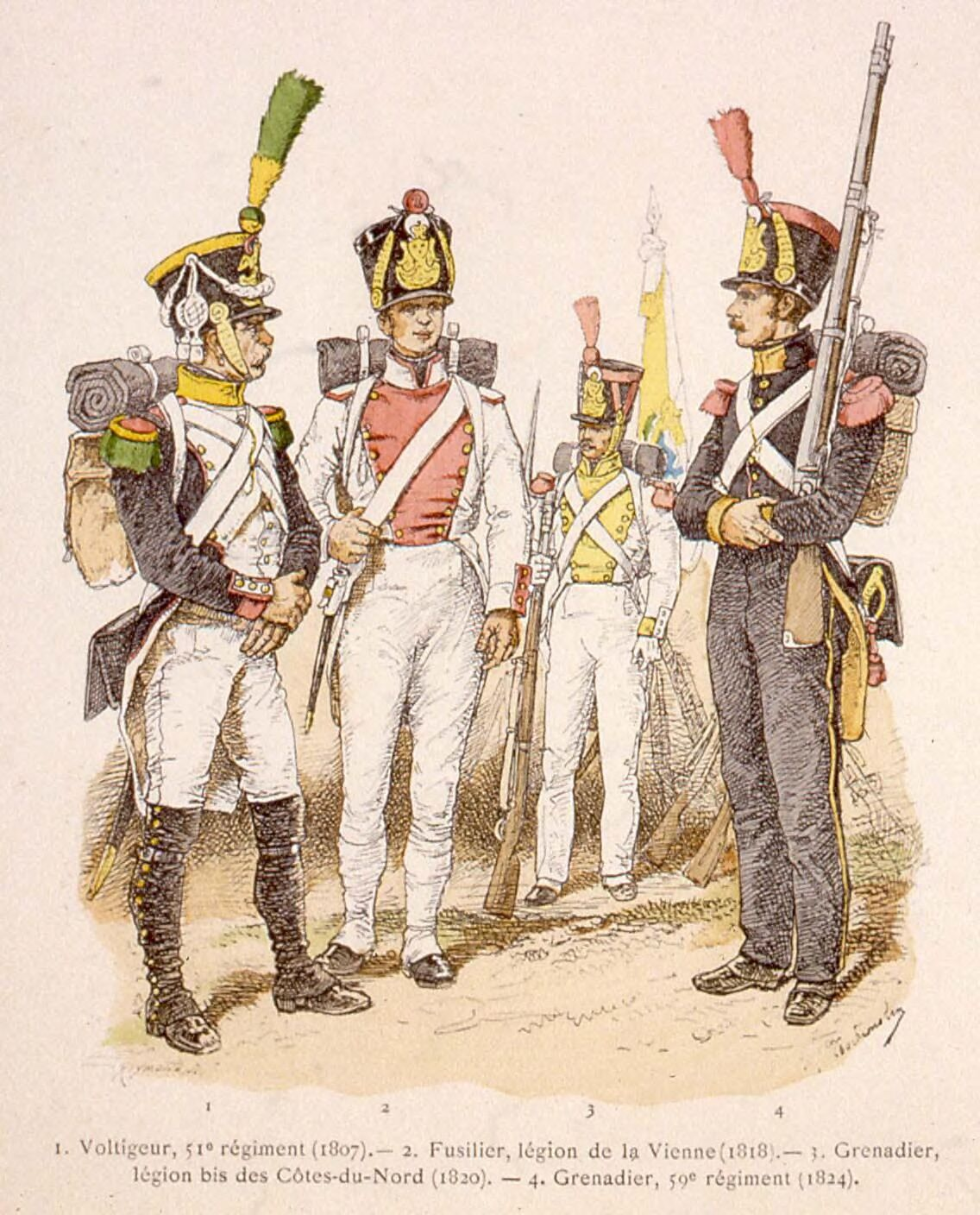
De gauche à droite : voltigeur du (1807), fusilier de la légion de la Vienne (1818), grenadiers de la légion bis des Côtes-du-Nord (1820) et grenadier du (1824).

### Seconde République

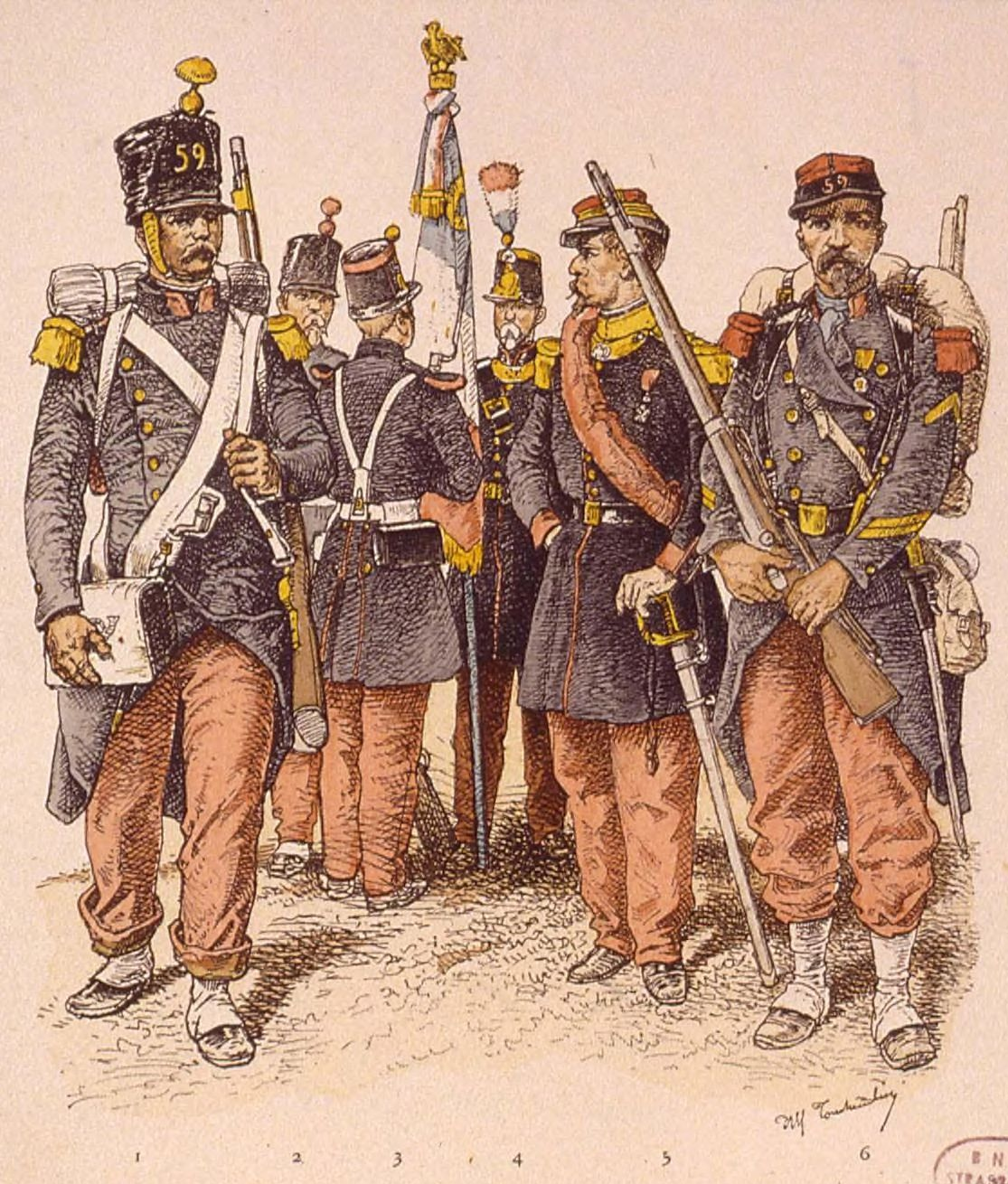
Uniformes du d'infanterie de ligne de 1837 à 1870 :
1. Voltigeur (1837)
2. Fusilier (1847)
3. Lieutenant porte-drapeau (1847)
4. Grenadier (1847)
5. Capitaine (1859)
6. Sergent-major (1870)

### Second Empire
Le 14 août 1870, durant la bataille de Borny, un bataillon du 59e régiment d'infanterie de ligne relève le 3e bataillon du 71e régiment d'infanterie qui avait été décimé.
Le 16 août 1870, le 4e bataillon, formé pour la plupart de nouveaux arrivants, quitte le dépôt pour créer le 9e régiment de marche qui formera la 1re brigade de la 2e division du 13e corps d'armée.

### 1871 à 1914
Le 24 juillet 1871, le 59e régiment d'infanterie de marche fusionne dans le 59e régiment d'infanterie de ligne.
En octobre 1881, le régiment vient tenir garnison à Pamiers et à Foix.

### Première Guerre mondiale

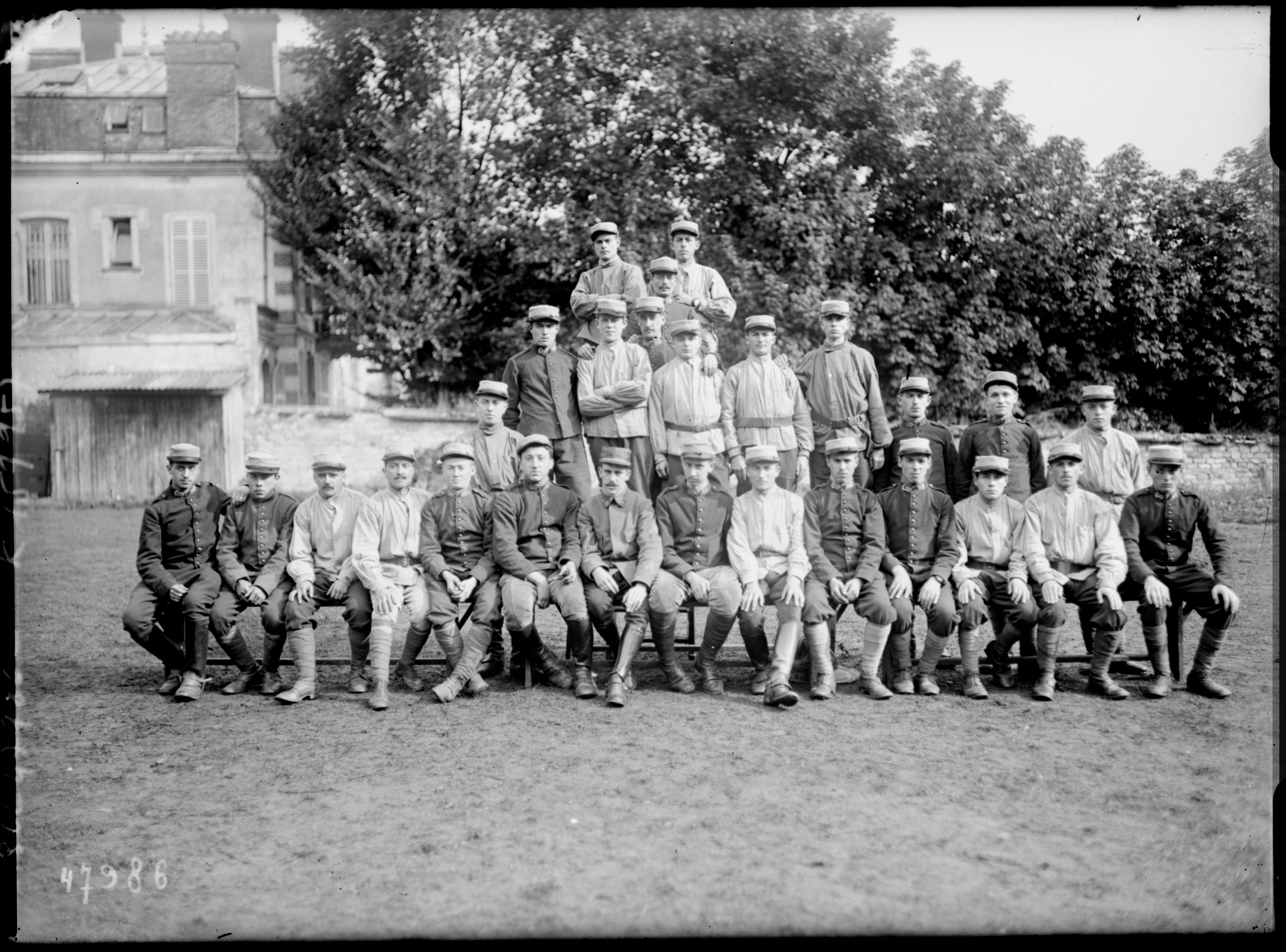
Soldat du 59e RI en 1916.

En 1914, casernement : Pamiers et Foix, 68e brigade d’infanterie ; 34e division d’infanterie ; 17e corps d’armée.

### Entre-deux-guerres
Le régiment revient à Foix le 20 juillet 1919. Il est dissous le 16 février 1920 et forme le IIIe bataillon du 14e régiment d'infanterie (garnison à Pamiers).

### Seconde Guerre mondiale
Le 59e RI est formé le 4 juin 1940 à Arc-en-Barrois et Rochetaillée à partir du 147e régiment d'infanterie de forteresse, ainsi que du 11e bataillon de mitrailleurs et du 246e régiment d'infanterie,.
Il combat avec la 239e division légère d’infanterie. Au 15 juin 1940, il est renforcé par la 11e compagnie du 3e RIA[réf. souhaitée].
Replié en zone libre après l'arrêt des combats, il est dissous le 7 août 1940. Ses éléments rejoignent le IIe bataillon du 26e régiment d'infanterie de l'armée d'armistice.

## Drapeau
Il porte, cousues en lettres d'or dans ses plis, les inscriptions suivantes :
- Marengo 1800
- Friedland 1807
- Cuidad-Rodrigo 1810
- Fleurus 1815
- Saint-Domingue 1802
- Collo 1843[10]
- Vauquois 1915
- L'Aisne 1917
- Champagne 1918

## Décorations
Sa cravate est décorée de la Croix de guerre 1914-1918 avec trois citations à l'ordre de l'armée, deux au corps d'armée puis une à l'ordre de la division.
 Il a le droit au port de la fourragère aux couleurs du ruban de la Croix de guerre 1914-1918.

## Personnalités ayant servi au régiment
- Jean Ganeval (1894 - 1981)
- Joseph Ernest Joba (1836 - 1900)
- Henri Lacassagne  (1883 - 1918), rugbyman
- Jacques Lecapitaine (1765 - 1815)
- Raymond Aimery de Montesquiou-Fezensac (1784 - 1867)[11]

## Sources et bibliographie
- À partir du Recueil d'Historiques de l'Infanterie Française (Général Andolenko - Eurimprim 1969).
- Victor Belhomme, Histoire de l'infanterie en France, t. 5, Henri Charles-Lavauzelle, 1902 (lire en ligne).